# Шафтолубог
Шафтолубо́г (тадж. Шафтолубоғ) — село у складі Хатлонської області Таджикистану. Входить до складу Фархорського джамоату Фархорського району.
Назва означає персиковий сад.
Населення — 1630 осіб (2010; 1900 в 2009).